# Оприц, Илья Николаевич
Илья Николаевич Оприц (1886—1964) — русский военный деятель, генерал-майор Белой армии (1919), участник Первой мировой войны и Гражданской войны в России.

## Биография
Родился 28 марта 1886 года, происходил из дворян Войска Донского, казак станицы Усть-Медведицкой.
Образование получил в Пажеском корпусе. В 1906 году был произведён в офицеры и направлен в лейб-гвардии Казачий полк. В 1910 году получил чин сотника. В июне 1917 года — есаул и командир 4-й сотни полка. В августе 1917 года был произведен в полковники и назначен помощником командира полка по хозяйственной части.
После Октябрьской революции Илья Оприц вернулся на Дон. В январе 1918 года вместе с командиром полка полковником Дьяковым был арестован Военным революционным комитетом в станице Каменской (ныне город Каменск-Шахтинский) и вместе с другими офицерами увезен в Миллерово, где находился под угрозой расстрела. В марте 1918 года перевезен в Новочеркасск, где был освобожден вместе с другими офицерами в апреле принял участие в освобождении Новочеркасска во время Общедонского восстания. Участвовал в боях Южной группы полковника Денисова. В апреле 1919 года вступил во временное командование полком, который возглавлял до июня 1919 года, когда был тяжело ранен в бою и после выздоровления передвигался только на костылях.
После возвращения на службу был назначен в Особый отдел при штабе Главнокомандующего. В конце 1920 года был произведен в генерал-майоры. После эвакуации Русской армии из Крыма в ноябре 1920 года на остров Лемнос, И. Н. Оприц — командир Лейб-гвардии Казачьего дивизиона, который в 1921 году был сведен в полк. В эмиграции после короткого пребывания в Королевстве СХС переехал во Францию.
В местечке Курбевуа под Парижем он создал музей лейб-гвардии Казачьего полка и собрал большой архив, относящийся к истории боевых действий лейб-гвардии Казачьего и лейб-гвардии Атаманского полков. Некоторое время являлся время председателем Объединения лейб-гвардии Казачьего полка и председателем Общества ревнителей русской военной старины, издававшего в Париже «Военно-исторический вестник». Илья Николаевич Оприц — автор исторического труда «Лейб-Гвардии казачий Его Величества полк в годы революции и гражданской войны 1917—1920» (Париж, 1939).
Умер 25 августа 1964 года в Париже и похоронен на кладбище Сент-Женевьев-де-Буа. Его жена Ольга Даниловна, работавшая медсестрой, умерла в 1920 году в Крыму в период Гражданской войны и похоронена в Севастополе.

## Награды
В числе наград И. Н. Оприца: ордена Святого Владимира с мечами и бантом 4-й степени, а также с мечами 3-й степени.